# Limnephilus affinis
Limnephilus affinis – gatunek owada z rzędu chruścików i rodziny bagiennikowatych (Limnephilidae). Limnefil, salinobiont (halofil), larwy spotykane w jeziorach oraz zalewach Morza Bałtyckiego. Gatunek palearktyczny występujący we wszystkich typach wód. W Polsce rzadki.
Jakkolwiek Jaskowska (1961) informuje o występowaniu larw w jeziorach Wielkopolski, to istnieją uzasadnione obawy co do poprawności oznaczeń.
Larwy zasiedlają zalewy morskie Finlandii, uważany za gatunek wód słonawych, larwy mogą się rozwijać przy zasoleniu do 17 promili, a w krótkich okresach nawet 26 promili. W Norwegii, Estonii i Łotwie imagines łowiono nad jeziorami. W Islandii larwy łowiono w oligotroficznym subarktycznym jeziorze, w strefie najpłytszej (0–2 m głębokości) oraz w innych jeziorach. Spotykany w stawach i bagnach Irlandii oraz systemach polderowych Holandii. Imagines bardzo rzadko łowione nad Balatonem oraz w górskich jeziorach Bałkanów. Obecny w górskich jeziorach Kaukazu, a na Krymie w słonawych jeziorach stepu i górskich potokach.